# Flore de Tarn et Garonne
Florae Austriaceae (abreviado Fl. Tarn Garonne) es un libro con ilustraciones y descripciones botánicas que fue escrito por el abogado, y naturalista francés Adrian Rose Arnaud Lagrèze-Fossat y publicado en Montauban en el año 1847 con el nombre de Flore de Tarn et Garonne; ou, Description des plantes vasculaires qui crossent spontanément dans ce département.